# Ertra, Ertra, Ertra
"Ertra, Ertra, Ertra" (tiếng Việt: Eritrea, Eritrea, Eritrea) là quốc ca của Eritrea. Bài hát có hai phiên bản lời, một bản được viết năm 1986, bản cập nhật sau đó được viết năm 1993, đều bởi nhà thơ Solomon Tsehaye Beraki (hiện nay đang làm việc trong Bộ Giáo dục Eritrea). Isaac Abraham Meharezghi và Aron Tekle Tesfatsion đã phổ nhạc cho bài hát. Phiên bản hai được viết năm 1993 sau khi Eritrea giành độc lập từ Ethiopia, và là quốc ca từ đó cho tới nay.

## Lời

### Phiên bản hiện tại (1993-nay)
| Chữ Ge'ez | Chữ Latin |
| --- | --- |
| 𝄆 ኤርትራ ኤርትራ ኤርትራ፡ በዓል ደማ እናልቀሰ ተደምሲሱ፡ መስዋእታ ብሓርነት ተደቢሱ። 𝄇 መዋእል ነኺሳ ኣብ ዕላማ፡ ትእምርቲ ጽንዓት ኰይኑ ስማ፡ ኤርትራ'ዛ ሓበን ውጹዓት፡ ኣመስኪራ ሓቂ ክምትዕወት። ኤርትራ ኤርትራ፡ ኣብ ዓለም ጨቢጣቶ ግቡእ ክብራ። ናጽነት ዘምጽኣ ልዑል ኒሕ፡ ንህንጻ ንልምዓት ክሰርሕ፡ ስልጣነ ከነልብሳ ግርማ፡ ሕድሪ'ለና ግምጃ ክንስልማ። 𝄆 ኤርትራ ኤርትራ፡ ኣብ ዓለም ጨቢጣቶ ግቡእ ክብራ። 𝄇 | 𝄆 Ertra, Ertra, Ertra, Bä'al däma Ǝnalqäsä tädämsisu, Mäswaʼəta bəħarnät tädäbisu. 𝄇 Mäwaʼəl näxisa ab 'əlama, Təʼəmərti tsən'at kʷäynu səma, Ertra-za ħabän wətsu'at, Amäskira ħaqi kəmtə'əwät. Ertra, Ertra, Ab 'Aläm chʼäbitʼato gəbuʼə kəbra! Natsənät zämtsəʼa lə'ul niħ, Nəhnətsa nəlmə'at kəsärəħ, Səltʼanä känälbəsa gərma, Ħədri-läna gəmja kənsəlma. 𝄆 Ertra, Ertra, Ab 'Aläm chʼäbitʼato gəbuʼə kəbra! 𝄇 |

#### Dịch sang tiếng Việt
𝄆 Eritrea, Eritrea, Eritrea,
Kẻ thù của ta đã bị khuất phục trong tiếng rên rỉ của chúng,
Sự hy sinh của ta đã được đền đáp bằng tự do. 𝄆
Vững bền trong cội nguồn của ta,
Tên Tổ quốc ta đồng nghĩa với sự kiên cường bất khuất,
Eritrea, niềm vinh dự của cuộc đấu tranh,
Là thông điệp cao quý đã được tìm ra từ chân lý.
Eritrea, Eritrea,
Đã có được vị thế xứng đáng trên trường quốc tế.
Tinh thần cống hiến cao thượng đã đem lại tự do cho nhân dân ta,
Chúng ta nguyện sẽ phụng sự, tái thiết và phát triển đất nước,
Sẽ làm rạng danh người bằng sự tiến bộ,
Đó là di sản để chúng ta tôn vinh Người.
𝄆 Eritrea, Eritrea,
Đã có được vị thế xứng đáng trên trường quốc tế. 𝄆

### Phiên bản cũ (1986-1993)
| Chữ Ge'ez | Chữ Latin |
| --- | --- |
| 𝄆 ኤርትራ ኤርትራ ኤርትራ በዓል ደማ እናልቀሰ ንኽለቃ ህይወትና ነሕልፈላ ኣለና ደቃ 𝄇 መጋየጺ ጓና ከይትኸውን መጻኢ ዕድላ ከይመክን ናይ ዘበናት ናይ ህዝባ ዊንታ ጽባሕ ክረዊ ኣብ ሓርነታ ኤርትራ ኤርትራ ኣብ ዓለም ክዋሃባ ግቡእ ክብራ (ኩሉ ብመጻኢ እዩ ተጻሒፉ) ኣሜን ኣይበልናን ኣይሰገድናን በዲህና ንያት ኣየዕረብናን ክትብልጽግ ከነልብሳ ግርማ ሕድሪ ኣለና ግምጃ ክንስልማ 𝄆 ኤርትራ ኤርትራ ኣብ ዓለም ክዋሃባ ግቡእ ክብራ። 𝄇 | 𝄆 Ertra, Ertra, Ertra, Bə'al däma Ǝnalqäsä nəxəläqa, Həywätna näħəlfäla ʼaläna däqa. 𝄇 Mägayätsi gwana käytəxäwən Mätsaʼi ʼədəla käymäkən Nay zäbänat nay həzba winta Tsəbaħə kəräwi ʼab ħarənäta Ertra, Ertra, Ab 'Aläm kəwahaba gəbuʼə kəbra! (ku bəmätsaʼi ʼəyu tätsaħifu) ʼ Amen ʼaybälnan ʼaysägädnan Bädihna nəyat ʼayä'əräbnan Kətbəltsəg känälbəsa gərma, Ħədri-ʼaläna gəmja kənsəlma. 𝄆 Ertra, Ertra, Ab 'Aläm kəwahaba gəbuʼə kəbra! 𝄇 |

#### Dịch sangtiếng Việt
𝄆 Eritrea, Eritrea,
Hãy tổ chức một lễ hội cho những dòng máu đổ xuống,
Ta hiến dâng mạng sống của mình cho Tổ quốc và nhân dân. 𝄆
Để bảo vệ quê hương khỏi bọn giặc ngoại xâm
Tương lai và vận mệnh chúng ta sẽ không úa tàn
Ý chí của nhân dân hàng thế kỷ
Sẽ được đền đáp bằng tự do ngày mai
Eritrea, Eritrea
Trên thế giới này, đất nước ta đến một ngày nhất định giành được vinh quang!
Thật vậy, chúng ta đã không cúi đầu khiếp nhược
Vì thế đất nước này sẽ không bị dồn vào đường cùng
Nơi đây sẽ ngày càng hùng vĩ, huy hoàng và thịnh vượng,
Chúng ta gánh trên vai nghĩa vụ tô điểm Người.
𝄆 Eritrea, Eritrea
Trên thế giới này, đất nước ta đến một ngày nhất định giành được vinh quang! 𝄆